# Светлое (Челябинская область)
Све́тлое — село в Чесменском районе Челябинской области России. Административный центр Светловского сельского поселения.

## География
Село было основано в середине XX века в рамках освоения целинных земель,  находится на юго-востоке области, в степной зоне.
В селе расположено одноимённое озеро.
- Расстояние до районного центра села Чесмы: 23 км.;
- расстояние до областного центра города  Челябинска: 176 км.[3]

## Население
| 2002 | 2010  |
| ---- | ----- |
| 1623 | ↗1655 |

По данным Всероссийской переписи, в 2010 году численность населения села составляла 1655 человек (801 мужчина и 854 женщины).

## Культура

### Спорт

#### Хоккей
Село известно своими хоккейными традициями. Из числа жителей этого села вышли первые хоккеисты Чесменского района Челябинской области.
Современная пластиковая коробка была установлена в селе в декабре 2014 года. Спустя один год провели капитальный ремонт раздевалки, а в 2016 году установили укрытие корта. Открытие хоккейной коробки  стало возможным благодаря поддержке земляков, известного в России хоккеиста  Алексея Кайгородова и жителя Челябинска, уроженца села Светлого Сергея  Мирхайдарова.

#### Футбол
В селе существуют несколько футбольных команд, в т.. ч. женская и детская. 

### Религия
В селе действует православная деревянная церковь. Храм находится в центре села возле дома культуры. Церковь была построена в период с января по март 2016 года.

### Памятники
- На въезде в село установлен единственный на Южном Урале памятник «Покорителям целины». Открытие памятника состоялось  22 марта 1981 года. В основание монумента заложена капсула с посланием целинников к потомкам.[10]
- Памятник писателю М. Горькому около дома культуры. Состояние ниже удовлетворительного.[11]

## Улицы
Уличная сеть села состоит из 13 улиц и 1 переулка. Основная часть села застроена частными домами, существует район из двухэтажных жилых домов, известный как Черёмушки.